# Земенски манастир
Земенският манастир „Свети Йоан Богослов“ е български манастир, намиращ се в град Земен.
Манастирът е основан през 11 век, а стенописите му са направени през 11 и 14 век.

## Местоположение
Манастирът се намира на един от североизточните склонове на Конявската планина, в началото на Земенския пролом, на левия бряг на река Струма. Разположен е на около 1 км югоизточно от град Земен, община Земен, област Перник – един от най-малките градове в България.

## Архитектура
Състои се от църква, камбанария и две сгради. Манастирът не е от най-големите и не се обитава от монаси.
Най-забележителна е най-старата постройка на манастира: църквата, която е паметник на културата. В архитектурно отношение тя заема особено място на Балканите като представител на кръстокуполната архитектура.
Храмът датира от самото основаване на манастира през 11 век и представлява просто кубообразно помещение с размери: дължина 9,18 м; ширина 8,71 м; височина 7 метра (11,20 с купола). Изградена е с добре издялани бигорни блокчета, съединени с хоросанова спойка.
Стенописите от първия живописен слой се отнасят към втората половина на 11 век. Популярността на паметника се дължи не само на интересното архитектурно решение, но и на забележителните стенописи с библейски сцени от 14 век. Олтарът е каменен монолит, а подът е изграден от разноцветни каменни плочи и антични тухли. Куполът е изграден от камък и се издига върху висок цилиндричен барабан.
В югозападния ъгъл на църквата са запазени шест ктиторски портрета, между тях на неизвестен местен феодал и съпругата му Доя – едни от най-ранните портрети на български боляри и с най-голяма художествена стойност след образите на севастократор Калоян и Десислава от Боянската църква.
Забележително е, че манастирската обител е рухвала и отново възстановявана няколко пъти, а църквата със стенописите е оцеляла повече от 9 века. От проучванията на манастирските архиви е видно, че църквата е укрепвана през 1830 и 1860 година. През 1867 година майстор Миленко Велев от село Блатешница построява първата манастирска сграда, осветена на 20 май (деня на Свети Йоан Богослов) от кюстендилския митрополит Игнатий. Оттогава на този ден всяка година се провежда традиционният пролетен събор за прослава на светеца. В началото на 20 век поп Янаки Митов построява новата манастирска сграда, двуетажна и дълга 40 метра.
През 1970-те години се провеждат реставрационни работи.
На 5 март 1966 година Земенската църква е обявена за паметник на българската архитектура и живопис, а Земенският манастир – за национален музей, който става филиал на Националния исторически музей през 2004 г.

## Галерия
- Стенописи